# Rue Villehardouin
Rue Villehardouin [vilardue~] je ulice v Paříži v historické čtvrti Marais. Nachází se ve 3. obvodu.

## Poloha
Ulice vede od křižovatky s Rue Saint-Gilles a končí na křižovatce s Rue de Turenne.

## Historie
V roce 1640 byla na tomto místě otevřena ulice rovnoběžná s Rue Saint-Louis (Rue de Turenne), která spojovala ulice Rue Saint-Gilles a Rue Saint-Claude. Tato ulice se v roce 1650 nazývala Rue Neuve, v roce 1655 Rue Neuve-Saint-Pierre, poté Rue Neuve-des-Minimes a opět Rue Neuve-Saint-Pierre. Kolem roku 1656 byla část Rue Neuve-Saint-Pierre severně od Rue des Douze-Portes zrušena a začleněna do zahrad u paláců Guénégaud a Turenne, které byly otevřeny na Rue Saint-Louis.
Ministerskou vyhláškou z 2. října 1865 byl stanoven současný název ulice, která se tak jmenuje po Geoffroyvi z Villehardouinu, kronikáři z 12. století. V ulici bydlel dramatik Prosper Jolyot de Crébillon (1674–1762]).